# دون برات
دون برات (بالإنجليزية: Don Pratt)‏ هو عسكري أمريكي، ولد في 12 يوليو 1892 في بروكفيلد في الولايات المتحدة، وتوفي في 6 يونيو 1944 في نورماندي في فرنسا.